# Дивье
Дивье (словен. Divje jezero) — небольшое озеро карстового происхождения, расположенное на территории общины Идрия в горном массиве Идрийско-Хрибовье (Динарские горы) на западе Словении.
Озеро находится примерно в 2 км к югу от города Идрия, на высоте 340 м над уровнем моря. В 1967 году оно было объявлено памятником природы (словен. narodny spomenik), площадь заповедной зоны — 4,44 га. В 1972 году озеро стало первым словенским музеем на природе.
Озеро представляет собой огромный карстовый источник. Вода течёт из подземной пещеры через наклонный туннель. Пещеру изучали водолазы-спелеологи с 1957 года, которые с тех пор осмотрели 426 м коридоров, достигнув максимальной глубины 160 м летом 2001 года.
В самый засушливый сезон года уровень воды падает и сток из озера отсутствует. Во время сильных осадков мощность источника может достигать нескольких десятков м³/с. В это время поток, вытекающий из пещеры, достаточно силён для того, чтобы вызвать быструю турбулентность воды — отсюда происходит и название озера (словен. divje — «дикое»). Температура воды колеблется от 7 °C до 10 °C, только в периоды неактивности источника поверхностный слой может нагреваться до 20 °C.
В пещере есть многочисленные виды пещерных животных, в том числе европейский протей (Proteus anguinus). Окружающая среда озера характеризуется очень богатой флорой (более 150 видов семенных растений и папоротников). Один из них — словенский эндемик, примула карниольская (Primula carniolica), описанная итальянско-австрийским натуралистом Джованни Антонио Скополи в работе Flora Carniolica. Другими интересными растениями, в названиях которых увековечены имена исследователей местной флоры, Скополи и Балтазара Хакета, являются скополия карниолийская (Scopolia carniolica) и хакетия эпипактис (Hacquetia epipactis).
Из озера вытекает самая короткая река Словении — Езерница, которая затем впадает в реку Идрийца в 55 м от истока.